# Военная база Elephant Pass

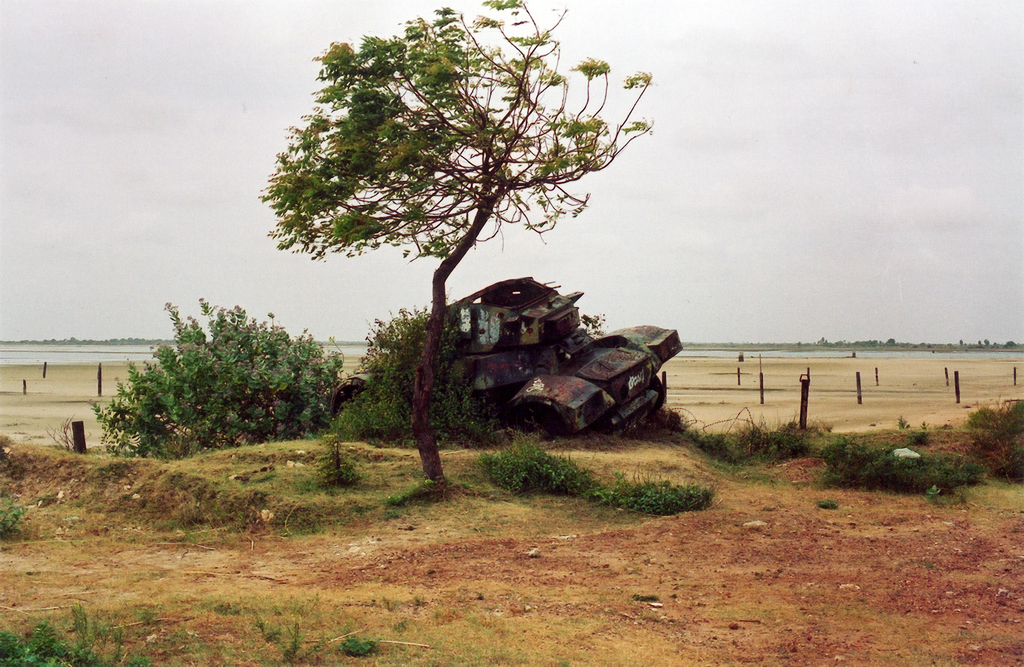
Остов бронеавтомобиля Даймлер после боёв в окрестностях базы

Военная база Elephant Pass — военная база в стратегически важной точке Elephant Pass в Килиноччи в Северной провинции, расположенный на дороге на полуостров Джафна с основной части острова Шри-Ланка. Тем самым в течение гражданской войны база была местом неоднократных сражений. Названа по названию существовавшего ранее брода, на место которого сейчас насыпана дамба. Этот брод обычно пересекали на слонах.

## Стратегическое значение
Элефант Пасс контролирует доступ на полуостров Джафна, поэтому часто называется «Ворота в Джафну». Он очень важен, поскольку он находится на перешейке, соединяющем полуостров с основной частью Шри-Ланки, а также позволяет контролировать южную часть полуострова Джаффна. Через Элефант Пасс идёт стратегически важная дорога от города Чавакачери на полуострове на основную часть Шри-Ланки.

## История
Ещё в 1760 году здесь был построен португальский форт, который затем был перестроен голландцами, которые стали держать здесь гарнизон с 1776 года. Позднее форт заняли британцы. После обретения независимости в 1948 года армия Цейлона построила здесь свою базу. Одно время территория имела в длину 23 км и 8 км в ширину.

### Во время гражданской войны
База постепенно расширялась и в 1980-х годах приобрела особое значение с ростом террористической угрозы на полуострове Джафна и начала гражданской войны на Шри-Ланке. К 1990 году гарнизон составлял полный батальон с вспомогательными подразделениями. В июле здесь был расположен 6-й батальон полка Синха. В этом же месяце состоялась Первая битва за Элефант Пасс за контроль над базой и территорией вокруг неё. Гарнизон находился в осаде до её прорыва в результате операции Балавегайя. К 2000 году на базе была расквартирована 54 дивизия армии Шри-Ланки. В этом же году произошла Вторая битва за Элефант Пасс, в результате которой армия вынуждена была покинуть базу. Перед тем как покинуть территорию правительственные войска уничтожили и повредили значительную часть строений базы, включая башню связи, чтобы предотвратить попадание этих зданий врагу. ТОТИ значительно укрепили территорию базы. Она была отбита армией в конце 2008 года в ходе Третьей битвы за Элефант Пасс. 9 января 2009 года было официально объявлено о взятии базы под контроль правительства. База была восстановлена и сейчас на её территории расквартирована 55 дивизия.

## Памятники
Рядом с базой находятся два памятника. Первый — поставленный на постамент бульдозер, искорёженный взрывом. Это памятник Халасаки Гамини. Именно он бросился навстречу бульдозеру с гранатами, взобравшись на бульдозер он закинул внутрь две гранаты , чтобы остановить террориста-смертника, который, загрузив трактор несколькими тоннами взрывчатки, двигался в сторону базы. Рядом с постаментом три небольшие стеллы с описанием подвига на трёх языках.
Севернее дамбы находится комплекс Единства Шри-Ланки. Он представляет собой небольшой памятный комплекс в центре которого из постамента торчат руки держащие Шри-Ланку в ладонях. Постамент украшен барельефами на военную тематику.

## Фильм
В окрестностях и на территории базы снимался фильм «The Road from Elephant Pass».